# Kyogre
Kyogre is een fictief wezen uit de Pokémon-anime en spelwereld. Het is een legendarische Pokémon uit de Hoenn-regio van het type Water. Hij behoort tot de eerste Pokémon. Kyogre is blauw en heeft rode, oude symbolen op zijn lichaam.

## De Titaan van Water
Kyogre is een van de drie legendarische Pokémon-"Super Titanen" in de derde generatie van de Pokémonfranchise, samen met Groudon en Rayquaza. Kyogre is de titaan van Water en creëert zeeën en oceanen. In een ver verleden voerde hij een strijd met Groudon, titaan van de Aarde, die het land uitbreidde. De strijd werd beëindigd door Raquaza en beide titanen trokken zich terug, diep verborgen onder hun respectievelijk element. In vroegere tijden, toen Kyogre nog niet zich terug had getrokken in de diepe oceaan kwam hij altijd te hulp als mensen in de problemen raken door verschrikkelijke hitte. Hij kan regen maken waar hij ook is. Kyogre is ook voor de beschermen van de wereld. Samen met Rayquaza, Articuno en soms Groudon zorgen ze ervoor dat de wereld in takt blijft. Zij zijn ook de sterkste Pokémon.

## In de videospellen
Kyogre komt het eerst voor in de generatie 3 spellen, Ruby, Sapphire en Emerald. Hij is de versie-mascotte van Sapphire. Hierdoor kan Kyogre ook alleen in Sapphire gevangen worden en niet in Ruby. Met Groudon, die de mascotte is voor Ruby, is het precies andersom.
In Pokémon Sapphire probeert Team Aqua, de oude Pokémon te laten ontwaken om hun doel te vervullen: het uitbreiden van de zee. Kyogre ligt in een diepe slaap in de Seafloor Cavern (Zeevloer Grot) waar de Team Aqua leider Archie hem probeert te beheersen met de Red Orb. Echter wanneer de titaan ontwaakt, blijkt Kyogre's kracht vele malen sterker dan Archie aanvankelijk gedacht had. Kyogre's Motregen-vaardigheid zorgt voor extreem zware regenval. Het is dan aan de speler om Kyogre te stoppen, door hem te vangen of te verslaan in de Cave of Origin (Grot van de Oorsprong).
In Pokémon Emerald probeert Team Aqua ook Kyogre te laten ontwaken. Nadat hij ontwaakt begeeft hij zich naar Sootopolis City waar hij het gevecht aangaat met Groudon, die ontwaakt is door Team Magma. Het gevecht tussen de twee heeft rampzalige gevolgen voor het klimaat in Hoenn en de speler moet afreizen naar de Sky Pillar (Lucht Pillaar) om Raquaza te wekken. Eenmaal wakker, beëindigd Raquaza de ruzie en zowel Groudon als Kyogre verdwijnen. Na het verslaan van de Pokémon League kan de speler Kyogre vangen in de Marine Cave (Marine Grot), die willekeurig op vier plaatsen in de Hoenn regio kan liggen.

## In de anime
In de tekenfilmserie is Kyogre gevangen door Team Magma. Deze hebben echter niets aan hem omdat ze slechts de Blauwe Bol hebben, die Groudon beheerst. Echter een lid van Team Aqua, bevrijd Kyogre zodat deze onder de controle kan vallen van de Rode Bol, die in de bezitting is van Archie. Onder invloed van de Rode Bol wordt Archie helemaal gek en uiteindelijk neemt hij de bol ook op in zijn lichaam. Kyogres kracht dreigt de hele wereld te overspoelen, totdat Groudon zichzelf bevrijd, met hulp van Ash's Pikachu die per ongeluk de blauwe Bol heeft geabsorbeerd. Wanneer het gevecht tussen Groudon en Kyogre het hoogtepunt bereikt, verlaten de bollen het lichaam van Archie en Pikachu, door de enorme druk. De twee bollen vernietigen elkaar en Groudon en Kyogre keren terug naar hun rustplaatsen.

## Krachten en vaardigheden
Kyogres speciale vaardigheid is Motregen (drizzle). Zodra Kyogre op het veld verschijnt, begint het hard te regenen. Hierdoor worden wateraanvallen versterkt en neemt de kracht van vuuraanvallen af. Ook kan de Donder-aanval (Thunder), nu gebruikt worden met een nauwkeurigheid van 100%.
Kyogres sterke punten zijn zijn hoge speciale aanvalskracht en speciale verdediging. Hierdoor is hij goede bestand tegen speciale aanvallen en zijn zijn eigen speciale aanvallen erg sterk. Hij is minder sterk tegen fysieke aanvallen en zijn eigen fysieke aanvallen zijn dan ook niet zo sterk als zijn speciale aanvallen.
Kyogre kan een grote variatie aan aanvallen leren, zoals Hydro Pomp (Hydro Pump), IJsstraal (ice beam) en Weerslag. Wanneer Kyogre hoog genoeg zit, kan hij zelfs de Bittere Kou-aanval (Sheer Cold) leren, die een tegenstander in een keer knock-out slaat.